# Sulcis-Gebirge

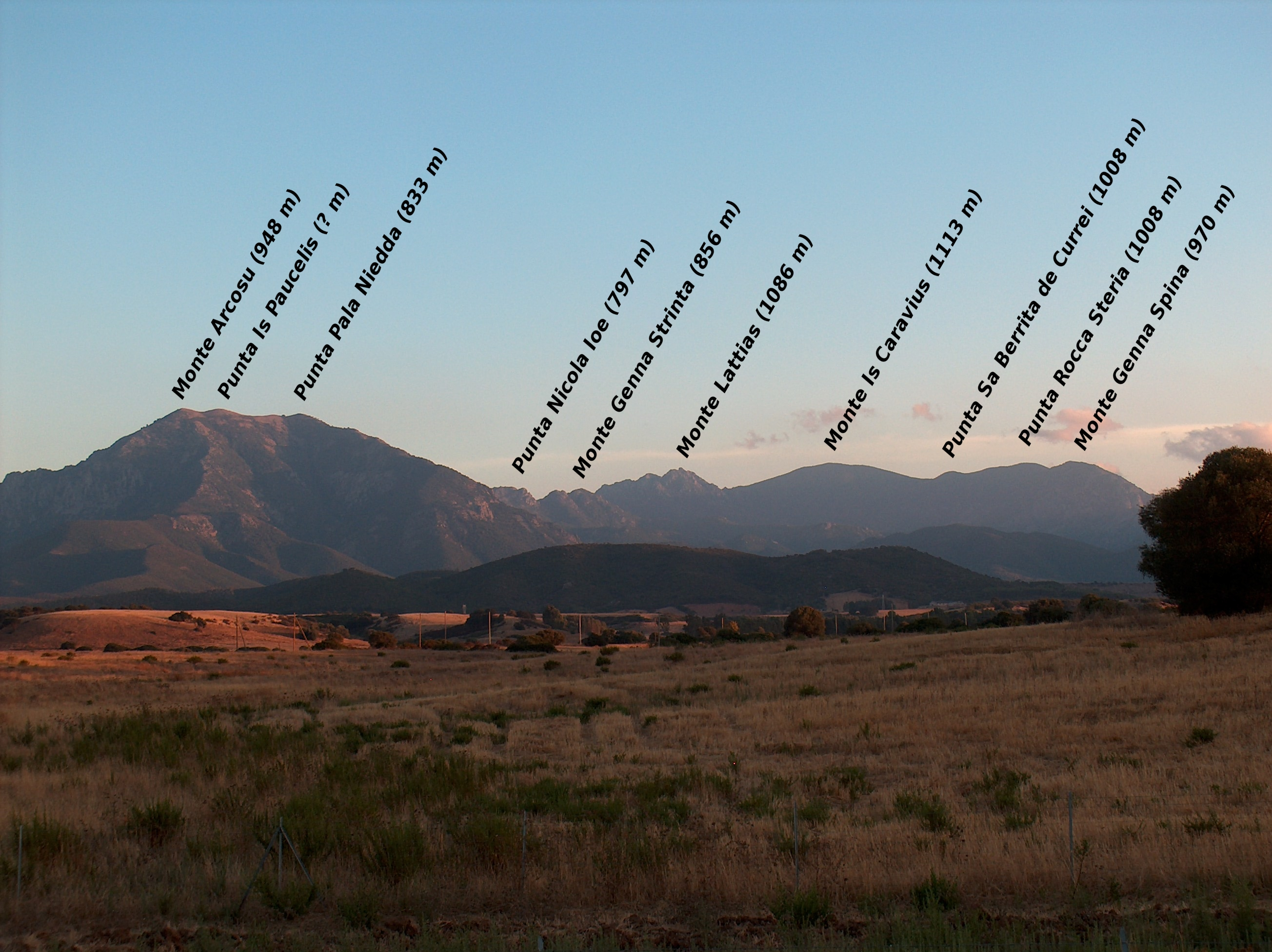
Monti del Sulcis, Blick von Norden

Das Sulcis-Gebirge (italienisch Monti del Sulcis) bildet mit dem Monte-Linas-Massiv die historische Region Sulcus-Iglesiente im Süden Sardiniens.

## Lage
Das Gebirge liegt im südlichen Teil der Provinz Sulcis Iglesiente. Nach Norden wird es durch den Fluss Cixerri begrenzt. Ein Großteil des Gebiets ist geschützt und liegt im Parco del Sulcis.

## Geologie
Das Sulcis-Gebirge ist eine der ältesten geologischen Formationen Sardiniens. Es entstand vor mehr als 600 Millionen Jahren im Ediacarium. Dem Alter geschuldet sind die Gipfel abgeflacht und kaum höher als 1000 m.

## Gipfel
- Monte Is Caravius (1116 m s.l.m.)
- Monte Lattias (1086 m s.l.m.)
- Monte Genna Spina (970 m s.l.m.)
- Monte Arcosu (948 m s.l.m.) mit umgebenden Reservat, wo die letzten Exemplare des Tyrrhenischer Rothirsches leben

## Namensherkunft
Sulky oder Sulki, Sulcis (griech.: Σολκοί) ist der historische Name des Städtchens Sant’Antioco auf der gleichnamigen Insel Sant’Antioco.